# Olga Petrowna Tajoschnaja
Olga Petrowna Tajoschnaja (Tscheschuina) (russisch Ольга Петровна Таёжная (Чешуина); * 20. Novemberjul. / 3. Dezember 1911greg. in Moskau; † 30. April 2007 ebenda) war eine sowjetisch-russische Bildhauerin.

## Leben
Tajoschnajas Vater Pjotr Tajoschny (Tscheschuin) war Bildhauer und zog nach der Oktoberrevolution mit seiner Familie in den Altai, um dem Bürgerkrieg und dem Hunger zu entkommen. 1926 kehrte er mit der Familie nach Moskau zurück und nahm das Pseudonym Tajoschny (aus der Taiga) an, sodass die Tochter als Künstlerin sich so nannte.
Tajoschnaja bildete sich im Atelier ihres Vaters aus. Ein weiterer Lehrer war Iwan Pawlow. Auch studierte sie im Bildhauerei-Atelier der Bauman-Abteilung des Volksbildungsdepartements der Stadt Moskau mit Abschluss 1929. 1928–1929 besuchte sie die sowjetische Arbeiterschule.
Ihr erstes großes Werk schuf Tajoschnaja Anfang der 1930er Jahre für den Pavillon der Kirgisischen SSR auf der Allrussischen Landwirtschaftsausstellung. Ihren Entwurf betrachteten die Mitglieder der Kunstkommission zunächst skeptisch, aber dank der Unterstützung des Architekten Boris Iofan gewann sie den Wettbewerb und vollendete das Werk. Bald darauf beantragte sie die Aufnahme in die Moskauer Abteilung der Vereinigung der Künstler der UdSSR. Die Komitee-Vorsitzende Wera Muchina hielt sie noch für zu jung und empfahl zunächst eine künstlerische Ausbildung. 1933 gelang Tajoschnaja die Vorstellung ihrer Kandidatur und ihrer Arbeit auf der allgemeinen Mitgliederversammlung der Vereinigung der Künstler, worauf Wera Muchina zustimmte.
1935 arbeitete Tajoschnaja im Filmstudio des Mosfilm bei dem Regisseur Alexander Ptuschko für den Kinderanimationsfilm Neuer Gulliver und formte die Liliputaner.
Während des Deutsch-Sowjetischen Kriegs fuhr Tajoschnaja mehrmals an die Front, fertigte Porträt-Skulpturen von Kommandeuren an und beteiligte sich an Ausstellungen.
Tajoschnaja gewann den Wettbewerb des Bachruschin-Theatermuseums für die Anfertigung einer Skulptur der Ballerina Jekaterina Gelzer im Tanz aus dem Ballett Der rote Mohn.
Von 1960 bis in die 1970er Jahre arbeitete Tajoschnaja für die Porzellanmanufaktur Duljowo (Dulevo) in Likino-Duljowo. Auch lieferte sie Arbeiten für die Kunstguss-Eisengießerei in Kasli. Ihre Skulptur Der Morgen einer sich vor einem Spiegel kämmenden jungen Frau erhielt auf Ausstellungen in New York City und Paris hohe Auszeichnungen.
In ihren letzten Jahren widmete Tajoschnaja viel Zeit der Keramik. Ihre Arbeiten basierten auf Personen der russischen Märchen. Sie fertigte einzigartige Kamine und Ofenkacheln an.
Die Bildhauerin Galina Tajoschnaja war Tajoschnajas jüngere Schwester.
Tajoschnaja starb am 30. April 2007 in Moskau und wurde auf dem Donskoi-Friedhof begraben.